# Lithophane monochroma
Lithophane monochroma là một loài bướm đêm trong họ Noctuidae.